# Vernonia britteniana
Vernonia britteniana là một loài thực vật có hoa trong họ Cúc. Loài này được Hiern miêu tả khoa học đầu tiên.